# 塔山發電廠麒麟分廠
塔山發電廠麒麟分廠為一座位於福建省金門縣烈嶼鄉的小型火力發電廠，舊稱麒麟發電廠。該發電廠目前由台灣電力公司委託旗下的塔山發電廠進行管理與營運。全名為台灣電力股份有限公司塔山發電廠麒麟分廠。

## 沿革
金門縣烈嶼鄉最初是由1970年7月金門電力公司所興建的烈嶼發電廠來進行供電。然而，烈嶼鄉的用電負荷持續增加，因此在1972年11月，開始計畫擴充烈嶼發電廠。而這項計畫中，因仍處於兩岸緊張之情勢，為配合全金門重要工事地下坑道化，因此將在烈嶼鄉龍蟠山下新闢地下坑道式廠房一座。新的發電廠房距離原來的烈嶼發電廠約2公里遠。
新廠房坑道工程由金門電力公司委託台灣電力公司派員進行設計，再於1973年11月由中華民國國軍武昌部隊協助鑽炸完成，並在隔年完成廠房內的配裝工程。而新發電廠房施工的同時，1972年11月，金門電力公司也一併委託台灣電力公司購買3部裝置容量388KW的柴油發電機，發電機組透過國軍的運補艦從臺灣運送至金門後，再從金門透過小艇穿越金烈水道到達烈嶼鄉。而當時的烈嶼鄉，由於島上並沒有能夠吊掛重達20頓發電機組的機械手臂，因此當時為了將發電機組送上岸，僅能夠利用滾木及人力將機組從岸邊推送至發電廠房中。
1974年3月，台灣電力公司再派員協助完成發電機組的安裝作業，金門電力公司也在新發電廠設有一間服務所。發電廠完工後，由時任國防部參謀總長的賴名湯上將命名為「麒麟發電廠」，也就將原烈嶼發電廠的發電功能取代，烈嶼發電廠內的發電機組也在此時汰，全島的發電業務改由麒麟發電廠負責，當時烈嶼鄉用電戶數共有國軍部隊59個單位以及民間5個村里。
1975年後，烈嶼鄉的供電區域共有林湖村、上岐村、西口村、黃埔村及上林村等五個村155個里，總用電戶數379戶，電氣化程度高達99.2%。1977年，為改善供電線路中電力的損失，金門電力公司將麒麟發電廠發電後的輸電線路從低壓的單相2線改為單相3線進行供電。
由於麒麟發電廠的坑道式廠房內部濕度大，易導致機組零件生鏽，不適合作為發電廠房，再加上1991年以後，兩岸局勢逐漸和緩，中央政府開放金門縣觀光後，各項新建的公共設施皆需要大量的電力。故這時麒麟發電廠開始進行擴充工程，將麒麟發電廠從原先的坑道改制戶外的平地上，並汰除舊發電機組，改設置新的大型柴油發電機組，共裝設裝置容量1,540KW的柴油發電機2部，以及裝置容量1,000KW的發電機組3部。
金門縣當時雖已有太武、莒光、長江、夏興、麒麟等多座發電廠在島上發電，但金門縣用電負荷持續增加，發電廠發電量日益不足，而上述的發電廠因皆在兩岸局勢緊張時興建，為了防止受到攻擊，使得廠房多為坑道式或是盆地式，能夠擴充機組的腹地不足，因此開始有了新建大型發電廠的計畫。
塔山發電廠，即是這項大型發電廠的計畫，1995年，奉行政院核定後塔山發電廠正式動工，當時共計畫新建4部裝置容量7.9MW的柴油發電機組。
1997年7月1日，金門電力公司正式解散，原金門縣之供電業務改由台灣電力公司負責，並將金門縣劃分出一個營業所稱金門區營業處，大小金門上的發電廠也由金門區營業處管理。
2000年10月，塔山發電廠4部機組完成安裝開始投入發電，太武、長江、莒光等三座小型發電廠陸續停機退役。2008年以後，台灣電力公司調整業務系統，原隸屬於金門區營業處旗下的發電廠改由台灣電力公司總公司發電處管理，而仍在運轉中的麒麟發電廠以及夏興發電廠則改隸屬到塔山發電廠之下，改稱為「塔山發電廠麒麟分廠」以及「塔山發電廠夏興分廠」。
2006年，台灣電力公司委託信商關係企業將原安裝於馬祖南竿發電廠中裝置容量1,000KW第14號發電機組的防音貨櫃式柴油發電機組及附屬機電設備移裝至麒麟分廠中繼續發電。
2017年9月5日下午，大金門全島電網的電壓與電流頻率驟降，造成塔山電廠八個機組全數跳機，牽連夏興電廠、麒麟電廠啟動保護機制跳脫，導致金門大停電。

## 設備

### 發電機組

#### 商轉中
| 名稱     | 發電機組類型 | 機組數量 | 發電燃料 | 裝置容量（KW） | 商轉年代       | 狀態   |
| -------- | ------------ | -------- | -------- | -------------- | -------------- | ------ |
| 麒麟五機 | 柴油發電機   | 1        | 柴油     | 1,540KW        | 1991年11月15日 | 商轉中 |
| 麒麟六機 | 柴油發電機   | 1        | 柴油     | 1,540KW        | 1991年11月15日 | 商轉中 |
| 麒麟七機 | 柴油發電機   | 1        | 柴油     | 1,000KW        | 2002年1月29日  | 商轉中 |
| 麒麟八機 | 柴油發電機   | 1        | 柴油     | 1,000KW        | 2002年2月3日   | 商轉中 |
| 麒麟九機 | 柴油發電機   | 1        | 柴油     | 1,000KW        | 2006年8月23日  | 商轉中 |

#### 已汰除
| 名稱   | 發電機組類型 | 機組數量 | 發電燃料 | 裝置容量（KW） | 商轉年代  | 狀態   |
| ------ | ------------ | -------- | -------- | -------------- | --------- | ------ |
| 一號機 | 柴油發電機   | 1        | 柴油     | 388KW          | 1974年3月 | 已汰除 |
| 二號機 | 柴油發電機   | 1        | 柴油     | 388KW          | 1974年3月 | 已汰除 |
| 三號機 | 柴油發電機   | 1        | 柴油     | 388KW          | 1974年3月 | 已汰除 |

### 土木設施
廠房形式：鋼筋混凝土構造工業建築。

## 資料來源
1. 1 2 3  李金鎗、金城. . 金門縣政府. 2015-09-26  [2016-04-12] （中文（臺灣））.[永久]
2. 1 2 3 4 5 6 7 8 9 10 11 12 13 14  朱瑞墉.  (PDF). 源雜誌. 2009-03  [2016-04-12]. （原始内容存档 (PDF)于2017-01-12） （中文（臺灣））.
3. ↑  . 台灣電力公司金門區營業處.   [2016-04-12]. （原始内容存档于2017-01-09） （中文（臺灣））.
4. 1 2 3 4 5   (PDF). 台灣電力公司.   [2016-04-12]. （原始内容 (PDF)存档于2013-12-31） （中文（臺灣））.
5. ↑  . 信商關係企業.   [2016-04-12]. （原始内容存档于2019-06-09） （中文（臺灣））.
6. ↑  張為竣，金門昨大停電 咎因「保護電驛」失敗 （页面存档备份，存于），udn聯合新聞網，2017-09-06
7. 1 2 3 4 5  . 台灣電力公司.   [2016-04-12]. （原始内容存档于2018-01-11） （中文（臺灣））.